# 罗米非定
罗米非定（英语：Romifidine）是一种在兽医学中用作镇静剂的药物，主要用于马等大型动物，但它也可用于多种物种。它不能用于人类，但在结构上与常用药物可乐定非常相似。
罗米非定作为α2肾上腺素能受体亚型的激动剂。副作用可能包括心跳过缓和呼吸抑制。它通常与其他镇静或镇痛药物（如氯胺酮或布托啡诺）一起使用。育亨宾可以用作解毒剂来迅速逆转这种影响。